# 天主教乌鲁瓜亚纳教区
天主教烏魯瓜亞納教區（拉丁語：Dioecesis Uruguaianensis），是巴西一個天主教教區，位於東南部南大河州西部，屬聖瑪麗亞總教區。
教區成立於1910年8月15日。2010年有教友292,000人，佔總人口83.2%。有三十個堂區、司鐸五十七人。現任教區主教為類思·阿爾伯托·迪利。